# Eric Dirix
Eric Dirix (Elsene, 28 december 1953 – Bonheiden, 23 februari 2024) was een Belgisch rechtsgeleerde en hoogleraar aan de Katholieke Universiteit Leuven.

## Biografie
Eric Dirix studeerde rechtsgeleerdheid aan de Universiteit Antwerpen. Vervolgens werd hij advocaat en wetenschappelijk medewerker aan de Universiteit Antwerpen. Van 1978 tot 1979 was hij verbonden aan de Université nationale du Rwanda, waar hij later ook gastprofessor was. In 1983 promoveerde hij aan de Universiteit Antwerpen tot doctor in de rechtsgeleerdheid met het proefschrift Obligatoire verhoudingen tussen contractanten en derden. Van 1985 tot 1988 was hij hoogleraar aan de Katholieke Universiteit Brussel en van 1988 tot 1991 aan de Universitaire Instelling Antwerpen. In 1991 werd Dirix hoogleraar aan de Katholieke Universiteit Leuven, waar hij onder meer insolventierecht en rechtsvergelijking doceerde. Hij was ook research fellow aan de Universiteit van Zuid-Afrika en bekleedde gedurende het academiejaar 2006-07 de Francqui-Leerstoel aan de Vrije Universiteit Brussel. In 2018 ging hij met emeritaat.
In 1985 werd hij benoemd tot rechter in de rechtbank van Antwerpen, in 1993 tot raadsheer in het hof van beroep van Antwerpen en in 1998 tot raadsheer in het Hof van Cassatie, waar hij tot 2023 afdelingsvoorzitter was. Vanaf 2012 was hij ook rechter in het Benelux-Gerechtshof.
Dirix was lid van de redacties van het Rechtskundig Weekblad, de Algemene Praktische Rechtsverzameling, Commentaar Bijzondere Overeenkomsten, Commentaar Voorrechten en Hypotheken en Tijdschrift voor Insolventierecht. Hij was ook:
- voorzitter van de afdeling Privaatrecht van de KU Leuven,
- voorzitter van het Interuniversitair Centrum voor Rechtsvergelijking,
- buitengewoon lid van de Académie internationale de droit comparé,
- voorzitter van de Commissie tot herziening van het recht der zakelijke zekerheden op roerende goederen,
- lid van de Commissie tot herziening van de Zeewet,
- lid van de Beoordelingscommissie voor Universitair Juridisch Onderzoek der Nederlandse Rechtsfaculteiten,
- lid van het Afwikkelingscollege van de Nationale Bank van België,
- lid van de adviesraad van de Journal of South African Law/Tydskrif vir die Suid-Afrikaanse Reg.

In 2008 ontving hij een eredoctoraat van de Radboud Universiteit.
Dirix is auteur van verschillende publicaties en bijdragen op het gebied van het verbintenissenrecht, het beslagrecht en het faillissementsrecht.
Hij was de drijvende kracht achter de hercodificatie van het Belgisch burgerlijk recht, die op gang werd gebracht onder het ministerschap van Koen Geens.